# Volucella ursina
Volucella ursina är en tvåvingeart som beskrevs av de Meijere 1904. Volucella ursina ingår i släktet humleblomflugor, och familjen blomflugor. Inga underarter finns listade i Catalogue of Life.